# II. Hierón szürakuszai király
II. Hierón király (ógörögül: Ἱέρων Β΄ül: Ἱέρων Β; i. e. 308 – 215) görög-szicíliai származású uralkodója volt Szürakuzának i. e. 270-től 215-ig. Egy szürakuzai nemes, Hierocles törvénytelen fia, aki állítása szerint Szürakuza első uralkodója, Gelon közvetlen leszármazottja. I. Pürrhosz épeiroszi király korábbi hadvezére és fontos alakja az első pun háborúnak.

## Pun háború

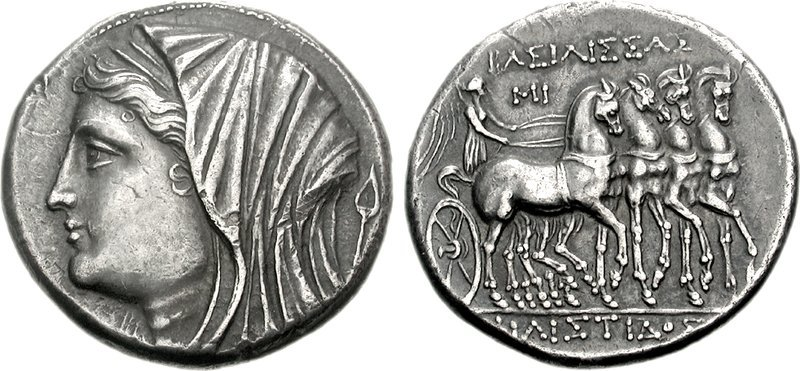
II. Hierón felesége, Philistis (balra) egy korabeli érmén

Pyrrhus Szicíliából való távozását (275 BC) követően a szürakúz hadsereg és a polgárok kinevezték a sereg parancsnokává. Leptines - egy nagyhatalmú polgár - lányát vette feleségül, amivel megerősítette pozícióját a katonák élén. Időközben a campaniai zsoldosok (Mamertines) akiket Agathoklész vezetett, elfoglalták Messana erődjét és folyamatos csapásokat mértek a szirakúzokra. Végül Hierón vezetésével sikeresen leverték őket Mylae mellett, ugyan csak karthágói csapatok segítségével tudta megakadályozni Messana végleges elfoglalását. A hálás polgárok ekkor tették meg királlyá i. e. 270-ben.
Ismét visszatért a csatatérre i. e. 264-ben, amikor a Mamertines zsoldosok bevonultak Róma támogatására a punok ellen. Hierón ez alkalommal csatlakozott a Pun vezér, Hanno csapataihoz, akik ebben az időben szálltak partra Szicíliában. A kétes eredményű harc során, amit a rómaiak részéről Appius Claudius Caudex konzul vezetett, végül visszavonultak Szirakúzba.

## Szürakusza királya
A római erők nyomására i. e. 263-ban szerződést kötött Rómával, mely szerint Délkelet-Szicíliában és a keleti parton egészen Tauromenium határáig uralkodhatott.
Ettől kezdve egészen haláláig hű maradt a rómaiakhoz és gyakran segítette őket katonákkal és rendelkezésekkel egyaránt a Pun háború során. Megtartott egy hatalmas flottát védelmi célokra, valamint felfogadta híres rokonát, Arkhimédészt. Ő építette meg azokat a gépeket, amelyek nagyon fontos szerepet játszottak a későbbi időkben Szürakusza ostrománál a rómaiak által.
Egy történetet szerint, melyet Vitruvius írt le, Hierón számára gyanús volt a korona, amit az aranyművese készített a templom számára. Ezért megkérte Arkhimédészt, hogy valahogyan találja ki, hogy az összes arany fel lett-e használva amit a korona készítésére adott. Arkhimédész a kádban ülve felfedezte a felhajtóerőt, ami szükséges volt ahhoz, hogy meghatározza a sűrűségét a koronának. Miután ez sikerült, állítólag meztelenül szaladva Szürakúza utcáin kiabálta: "heuréka, heuréka!". Vitruvius története szerint Arkhimédész ezzel a módszerrel megállapította az aranyműves csalását, miszerint némi aranyat ezüsttel próbált pótolni a koronában.